# Aroa luteifascia
Aroa luteifascia är en fjärilsart som beskrevs av George Francis Hampson 1895. Aroa luteifascia ingår i släktet Aroa och familjen tofsspinnare. Inga underarter finns listade i Catalogue of Life.